# Kërvasari
Kërvasari / Kravoserija (cyr. Кравосерија) – wieś w Kosowie, w regionie Prizren, w gminie Malishevë/Mališevo. W 2011 roku liczyła 790 mieszkańców. 